# Thaumetopoea (film)
Pour plus de détails, voir Fiche technique et Distribution.

Thaumetopoea est un court métrage documentaire français réalisé par Robert Enrico, sorti en 1960.

## Synopsis
La vie des chenilles processionnaires du pin et leur extermination contrôlée.

## Fiche technique
- Titre : Thaumetopoea
- Réalisation : Robert Enrico
- Scénario :  Robert Enrico et Henri Lanoë
- Commentaire : Henri Lanoë, dit par Jean-Marc Tennberg
- Photographie : Jean Boffety, René Mathelin et Paul de Roubaix
- Musique : François de Roubaix
- Société de production : Les Films Je vois tout
- Pays d'origine : France
- Genre : Documentaire
- Durée : 23 min
- Date de sortie : 1961

## Récompenses et distinctions
- 1960 : Prix spécial aux 6èmes Journées internationales du film de court-métrage à Tours